# Джамілу Коллінз
Джамілу Коллінз (англ. Jamilu Collins, нар. 5 серпня 1994, Кадуна) — нігерійський футболіст, лівий захисник англійського клубу «Кардіфф Сіті» і національної збірної Нігерії.

## Клубна кар'єра
Народився 5 серпня 1994 року в місті Кадуна. Юнаком перебрався до Хорватії на запрошення представників «Рієки», в академії якої прдовжив займатися футболом. З 2012 року почав включатися до заявки головної команди клубу, проте в іграх національної першості у її складі так й не дебютував.
Натомість грав за другу команду «Рієки», а також віддавався в оренду до клубів «Помораць», «Крка», «Істра 1961» та «Шибеник».
6 вересня 2017 року на правах вільного агента уклав контракт з німецьким третьоліговим клубом «Падерборн 07». У першому ж сещоні допоміг команді підвищитися до Другої Бундесліги, а ще за рік — піднятися до найвищого німецького дивізіону. В сезоні 2019/20 провів 30 ігор у Бундеслізі, утім не зміг допомогти команді уникнути повернення до другого дивізіону.

## Виступи за збірну
2018 року дебютував в офіційних матчах у складі національної збірної Нігерії.
У складі збірної був учасником Кубка африканських націй 2019 року в Єгипті, на якому команда здобула бронзові нагороди. Починав турнір як гравець запасу, а на стадії плей-оф вже почав виходити на поле в іграх континентальної першості у стартовому складі своєї команди, взявши участь в матчах чвертьфіналу і півфіналу, а також в грі за третє місце.

## Титули і досягнення
- Бронзовий призер Кубка африканських націй: 2019